# ARM7TDMI
La ARM7TDMI è una CPU RISC 16-bit/32-bit progettata dalla ARM, basata su architettura ARM v4T e impiegata da molte compagnie costruttrici di semiconduttori come nucleo per microcontrollori e system-on-a-chip. È un core versatile studiato principalmente per dispositivi mobili e a bassa potenza. La sua caratteristica principale riguarda l'emulation in real-time.
Questa CPU ha una architettura con struttura generica, che può essere implementata con diverse tecnologie, e può arrivare ad occupare una superficie di 13 mm quadrati e a eseguire fino a 230 MIPS in tecnologia 90 nm.
Dispone di una interfaccia JTAG per il debug in circuito e di un bus unificato a 32 bit usato sia per i dati che per le istruzioni. Questa interfaccia ha un buffer a 128 bit che permette di effettuare il debug di istruzioni a 32-bit alla velocità di clock massima.
Il codice scritto per questa CPU è eseguibile direttamente sulle CPU più recenti della famiglia ARM9.
I prodotti più famosi che usano microcontrollori o sistemi on chip basati su questa CPU sono l'iPod di Apple, il Game Boy Advance e il Nintendo DS della  Nintendo, la maggior parte dei telefoni Nokia e il Lego Mindstorms NXT
Questo processore supporta istruzioni a 32-bit e a 16-bit attraverso, rispettivamente, i set di istruzioni ARM e Thumb.